# Astoria (Queens)

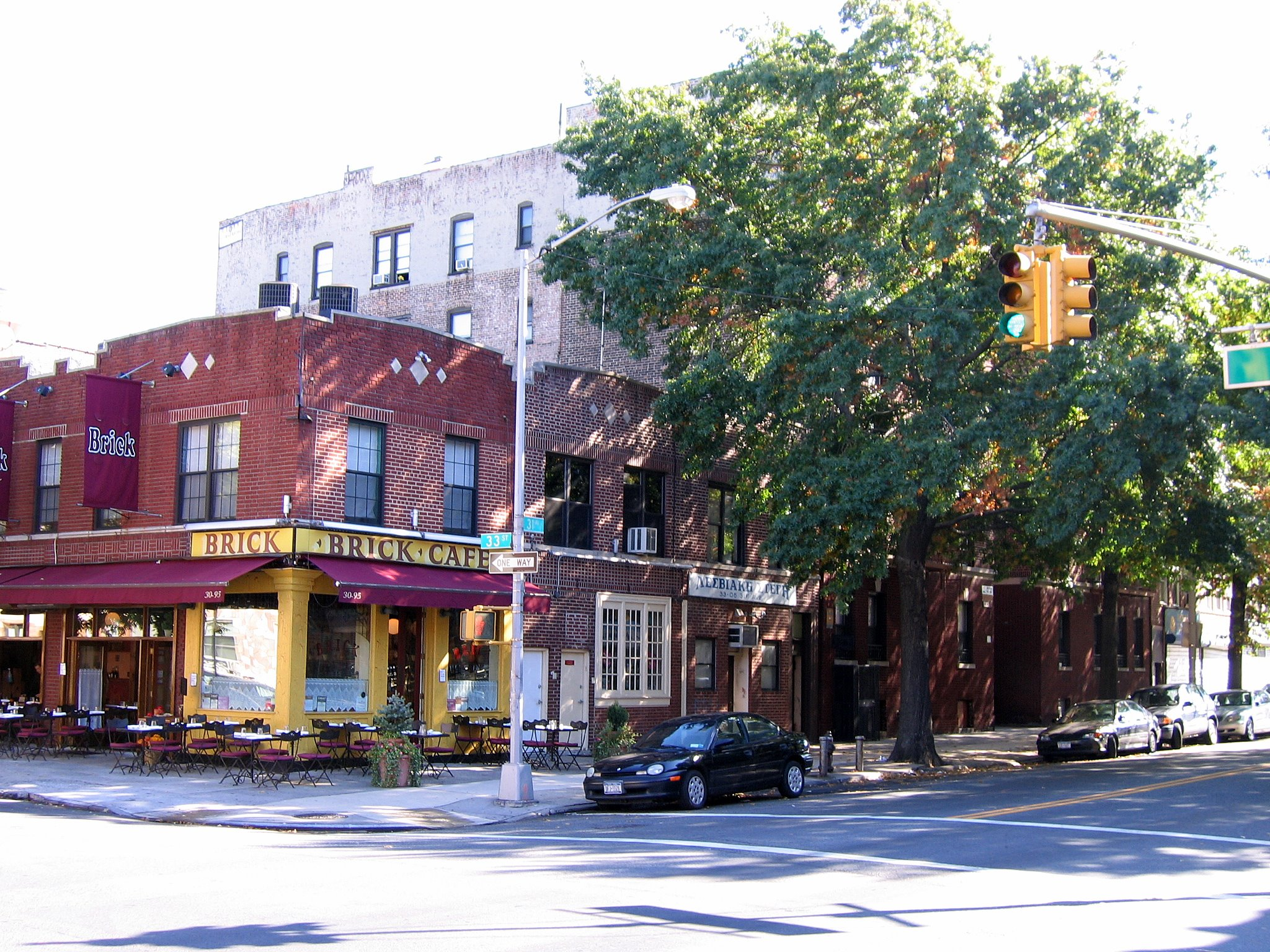
Confluencia de las calles 31st Avenue y 33rd Street.

Astoria es un barrio situado al noroeste del borough de Queens, en Nueva York, Estados Unidos. Forma parte de la Queens Community Board 1, una de las entidades locales de gobierno en que se dividen los barrios de la ciudad. El vecindario de Astoria está rodeado por el río Este y limita con otros tres barrios neoyorquinos: Long Island City, Sunnyside y Woodside. El barrio de Astoria Heights, a veces considerado distinto del resto de Astoria, está situado al noreste de este barrio, y limita con Astoria en Hazen Street.
El barrio es conocido por su gran y rica diversidad étnica. Se destaca especialmente la comunidad griega, que es la segunda más grande del mundo fuera de Grecia después de la que reside en Melbourne, Australia.

## Lugares
En este barrio está situado el histórico centro de grabación y filmación de películas Kaufman Astoria Studios que alberga un museo adyacente denominado "Museo de la imagen en movimiento", anteriormente llamado "Museo americano de la imagen en movimiento".

## Historia
El barrio área ahora conocida como Astoria se llamaba originalmente Hallet's Cove, después que su primer propietario, William Hallet, se asentara allí en 1659 con su esposa, Elizabeth Fones. A principios del siglo XIX, algunos neoyorquinos ricos construyeron grandes residencias alrededor de las calles 12 y 14, un área que más tarde sería conocida como Astoria Village (hoy Antiguo Astoria). Hallet's Cove fue fundada en 1839 por el comerciante de pieles Stephen A. Halsey, como destino y complejo recreativo conocido para gente adinerada.
La zona recibió más tarde el nombre de John Jacob Astor, entonces el hombre más rico del país. Desde su casa de verano en Manhattan, en lo que hoy es East 87th Street, cerca de York Avenue, Astor podía ver a través del río el nuevo pueblo de Long Island llamado en su honor. Sin embargo, en realidad nunca puso un pie en Astoria.

## En la cultura
En el café Omonia, ubicada en la esquina de la 33 y Broadway, se filmaron escenas de la película My Big Fat Greek Wedding.